# Щур Феодосій Андрійович
Феодосій Андрійович Щур (нар. 9 лютого 1915 — пом. 17 квітня 1954) — радянський військовик часів Другої світової війни, помічник командира взводу роти автоматників 244-го гвардійського стрілецького полку 82-ї гвардійської стрілецької дивізії (8-а гвардійська армія, 3-й Український фронт), гвардії старшина. Герой Радянського Союзу (1944).

## Життєпис
Народився 9 лютого 1915 року в селі Малинівці Новостародубської волості Олександрійського повіту Херсонської губернії (нині — Петрівський район Кіровоградської області) в селянській родині. Українець. Навчався і працював у колгоспі в рідному селі. Згодом переїхав до Макіївки, де працював коногоном на шахті.
До лав РСЧА призваний у 1938 році. До 1940 року проходив військову службу в частині морської піхоти на Далекому Сході. Вдруге призваний у 1941 році. Закінчив полкову школу.
Учасник німецько-радянської війни з 1942 року. Воював на Ленінградському, Південно-Західному та 3-у Українському фронтах.
Особливо відзначився в боях по визволенню Запорізької області. 9 жовтня 1943 року з групою бійців вибив супротивника з хутора Василівського, знищивши в атаці 9 ворожих солдатів. 14 жовтня першим очистив одну з вулиць міста Запоріжжя, знищивши 12 солдатів і 2 офіцерів ворога. 24 жовтня в бою за хутір Карабудка гранатами підірвав обслугу двох німецьких кулеметів, знищив 2 офіцерів і 16 солдатів ворога. 27 жовтня в бою за хутір Первомайський на чолі взводу першим увірвався до ворожих окопів, вогнем з автомата і прикладом знищив 29 фашистів.
Член ВКП(б) з 1944 року. Того ж року направлений на навчання до танкового училища, але, не закінчивши його, на початку 1945 року повернувся на фронт.
Після закінчення війни продовжив службу в складі Ризького спеціального аварійно-рятувального загону з підняття затонулих кораблів з морського дна.
У 1947 році демобілізувався. Працював на металургійному заводі імені С. М. Кірова в Макіївці. З 1950 року жив у місті Копєйську Челябінської області Росії, працював на шахті № 17-55, спочатку наваловідбійником, згодом — начальником дільниці № 3. Трагічно загинув 17 квітня 1954 року під час ліквідації аварії на шахті. Похований на міському цвинтарі в Копєйську.

## Нагороди
Указом Президії Верховної Ради СРСР від 22 лютого 1944 року за зразкове виконання бойових завдань командування на фронті боротьби з німецькими загарбниками та виявлені при цьому відвагу і героїзм, гвардії старшині Щуру Феодосію Андрійовичу присвоєно звання Героя Радянського Союзу з врученням ордена Леніна і медалі «Золота Зірка» (№ 2665).
Також був нагороджений медалями, в тому числі «За відвагу».